# Línea L17 (Montevideo)
La línea L17 fue una línea local de la terminal del Cerro uniendo la misma con la playa homónima. 

## Características
En su último tiempo de operación, tras estar inactiva a principios de 2023, realizó  recorridos de prueba. Su servicio fue remplazado en gran medida, con la extensión de las líneas urbanas que tenían como destino a la terminal del Cerro.  
Al igual que la línea L18 era operada por la compañía Cutcsa y las cooperativas Coetc y Ucot.

## Recorrido
| Ida - Terminal Cerro - Egipto - Estados Unidos - Grecia - Inglaterra - Vizcaya - Suiza continúa sin espera... | Vuelta - Suiza - Grecia - República Argentina - Río de Janeiro - Av. Carlos María Ramírez - Av. Dr. Santín Carlos Rossi - Pedro Castellino - Terminal Cerro |